# Tiền công danh nghĩa
Tiền công danh nghĩa là mức tiền mà người lao động ký kết hợp đồng với chủ lao động được pháp luật thừa nhận. Không phụ thuộc vào các yếu tố khác thì nó là khoản tiền lương cố định từ khi thực hiện một chu kì lao động. Trên danh nghĩa thì khoản tiền này sẽ không thay đổi. Nói cách khác, Tiền lương (tiền công) danh nghĩa là toàn bộ số tiền theo thỏa thuận mà người lao động nhận được từ người sử dụng lao động phù hợp với kết quả lao động mà người đó đã cống hiến.
Đó là số lượng tiền tệ mà người lao động sẽ nhận được khi tham gia vào quan hệ lao động, chưa tính đến các khoản thuế, bảo hiểm và các khoản đóng góp khác theo quy định mà người lao động có nghĩa vụ thực hiện. Số tiền này chưa phản ánh được mức sống của người lao động.
Để xem xét mức sống của người lao động người ta căn cứ vào lượng hàng hóa và dịch vụ mà người lao động mua được (trao đổi được) từ tiền lương danh nghĩa của mình sau khi đã trừ đi các khoản thuế, đóng bảo hiểm và các khoản phí khác theo quy định (phí công đoàn...) mà không căn cứ vào số lượng tiền người lao động sở hữu. Bởi lẽ, lượng hàng hóa và dịch vụ người lao động tiêu dùng (hoặc có thể mua được) còn phụ thuộc vào mức giá trên thị trường hàng hóa. Sự phản ánh tiêu dùng đó gọi là tiền lương thực tế của người lao động.